# 부산 백운사 묘법연화경 권1-3
백운사 묘법연화경 권1-3(白雲寺 妙法蓮華經 卷1-3)은 부산광역시 해운대구 백운사에 있는 조선시대의 묘법연화경이다. 2013년 10월 23일 부산광역시의 유형문화재 제132호로 지정되었다.

## 개요
전체 7권2책 중 3권1책의 결본으로 권말의 간기(刊記)를 포함하고 있는 책2가 없어 정확한 간행시기를 알 수 없다. 판식이나 본문의 서체는 조선시대 명필가인 성달생과 성개 형제가 선친의 명복을 기원할 목적으로 정서한 『법화경』을 판하본(板下本)으로 하여, 1405년(태종 5) 전라도 도솔산 안심사(安心寺)에서 목판으로 새긴 판본과 매우 흡사하다. 다만 권수에 있는 급남의 <묘법연화경요해서>에서 서로 차이를 보이고 있다. 이 책은 1405년 안심사판의 여러 번각본들 중 하나로 늦어도 조선 전기에는 간행되었을 것으로 추정되는 판본이다.
백운사 소장 『묘법연화경』 권1-3은 간행 시기가 분명하지는 않지만, 상하단변의 광곽을 가진 조선 초기의 판본으로 짐작되는 전래가 매우 드문 오래된 판본으로 명필가 성달생의 글씨와 발문, 시주질들, 연화질, 간기 등의 기록은 서예사, 서지학, 인쇄사, 역사학, 불교학 등의 연구에 귀중한 자료이다.

## 같이 보기
- 묘법연화경

## 참고 자료
- 백운사 묘법연화경 권1-3 - 국가유산청 국가유산포털